# Antoine Durrieux
Antoine Emmanuel Durrieux (Langon, 21 december 1865 – Parijs, 21 april 1917) was de minnaar en later echtgenoot van Blanche Delacroix, minnares van koning Leopold II van België.

## Biografie
Durrieux werd geboren als zoon van Raymond Durrieux en Marie Nelly Selan. Hij was de minnaar van Blanche Delacroix, een prostituee. Toen Delacroix zeventien was verbleef hij met haar op de eerste verdieping van het hotel l'Elysee Palace te Parijs. Delacroix verliet hem echter voor Leopold II van België, met wie ze twee kinderen kreeg, Lucien en Philippe. Ongeveer een jaar na het overlijden van Leopold, op 18 augustus 1910, huwde Durrieux haar te Arronville. Acht dagen hiervoor erkende hij haar kinderen met Leopold waardoor die zijn familienaam droegen en hij hun stiefvader werd. Durrieux, een verwoed gokker, verbraste veel geld van Delacroix en ze vroeg de scheiding aan. De scheiding werd op 23 mei 1913 uitgesproken. Alexandre Millerand, de latere president van Frankrijk, was advocaat van Blanche Delacroix.
Hij overleed op 51-jarige leeftijd te Parijs.